# Postdoktor
En postdoktor, eller postdok (postdoktoral, av engelskans postdoc, postdoctoral), är en tidsbegränsad forskningstjänst eller forskningsstipendium, ofta i utlandet, efter disputationen och är till för att den nydisputerade forskaren ska ha möjlighet att bygga en egen forskningsprofil. Periodens längd varierar, men syftet är att skapa ett oberoende gentemot förutvarande doktorandhandledaren. Ordet används för såväl tjänsterna som för de som innehar dem.
Inom de flesta vetenskapliga fält är en eller flera postdoktorsperioder en stor fördel när forskaren söker nästa typ av tjänst, temporär eller fast. Till Sverige återvände en del postdoktorala forskare för att ta upp en forskarassistenttjänst (denna typ av tjänst upphörde 2010). 
Postdoktorer kan ha viss mån av undervisning i sin tjänst men arbetar övervägande med forskning och har i Sverige en tidsbegränsad anställning på minst 2 år och högst 3 år.. Däremot kan denne koncentrera sig nästan enbart på forskning, vilket universitetslärare sällan kan. 